# Jordan (rijeka)
| Satelitski snimak Jordana (lijevo) i prikaz rijeke u proljeće (desno) |  | Satelitski snimak Jordana (lijevo) i prikaz rijeke u proljeće (desno) |
| Satelitski snimak Jordana (lijevo) i prikaz rijeke u proljeće (desno) |  |                                                                       |

Jordan (hebrejski: נהר הירדן nehar hayarden, arapski: نهر الأردن nahr al-urdun) je oko 300 kilometara duga rijeka na Arapskom poluotoku koja teče kroz Izrael, Palestinu i Jordan. Počinje tamo gdje se rijeka Hasbani iz Libanona i Banias iz Sirije ujedinjuju, blizu planine Hermon. Jordan se smatra jednom od najsvetijih rijeka.
Zbog velike potražnje vode, procjenjuje se da je obujam rijeke smanjen za dvije trećina od 1930-ih do 2010. Njena širina je na nekim mjestima jedva 20 metara, a najveća dubina samo pet metara.

## Geografija
Jordan je jedna od važnijih rijeka Bliskog istoka. Galilejsko jezero je dio jordanskog sustava, a rijeka Yamuk iz Sirije je važan pritok nizvodno. Jordan se ne ulijeva u more, nego u jezero, Mrtvo more. Udaljenost Galilejskog jezera i Mrtvog mora je 200 km te se sastoji uglavnom od dilne Ghawr. Glavni pritoci rijeke su;
- 1. Hasbani, koja izvire iz Libanona
- 2. Banias, koja izvire kraj planine Hermon
- 3. Dan, koja također izvira kraj planine Hermon
- 4. Ayoun, koja izvire iz Libanona

Te četiri rijeke se ujedinjuju u rijeku Jordan na sjeveru Izraela, kraj kibuca Sede Nehemya. Jordan se spušta 75 km do močvarnog jezera Hula, koje je neznatno ispod razine mora. Jordan izlazi iz tog jezera te se spušta još niže oko 25 km do Galilejskog jezera. Nakon tog jezera ide sve do Mrtvog mora. Rijeke Yarmouk i Jabbok s istoka su zadnji pritoci u Jordan. Galilejsko jezero tvori granicu s Golanskom visoravni, a Jordan na jugu granicu između Jordana i Zapadne obale. Jordan se nalazi 400 metara ispod razine mora.
Dolina Jordana je većinom pustinjska, no zahvaljujući rijeci u blizini buja vegetacija. To je ujedno mjesto u kojem su česti potresi. Zbog bogate količine pritoka u Galilejsko jezero i Jordan, prepostavlja se da Izrael odbija vratiti Golansku visoravan Siriji.

## Biblijsko značenje
Jordan se spominje oko 175 puta u Starom zavjetu, te oko 15 puta u Novom zavjetu. Za kršćane je mjesto gdje Jordan ističe iz Galilejskog jezera sveto jer označava lokaciju gdje je Isusa Krista krstio sveti Ivan Krstitelj. Mnogi hodočasnici i turisti dolaze tamo te se i sami krste. U hebrejskoj Bibliji nema izravnog opisa rijeke – umjesto toga daju se samo oskudne reference. Spominje se da ju je prešao Jakov kako bi stigao u Haran, te kao granica koja dijeli „dva plemena i pola plemena“ na istoku i „devet plemena i pola plemena Manasseha“ koje je vodio Jošua na zapadu. I Salomon se spominje u kontekstu te rijeke.
U bibliskoj povijesti Jordan se javlja kao mjesto nekoliko čuda. Ilija i Elizej su navodno osušili Jordan kako bi ga prešli. Elizej je izveo još dva čuda na Jordanu; izliječio je Naamana tako što ga je okupao u rijeci, te je učinio da sjekira djece proroka pluta.

## Opasnost od isušivanja
1964. Izrael je počeo graditi branu koja preusmjerava vodu iz Galilejskog jezera u državni rezervoar vode. Iste te godine država Jordan je konstruirala kanal koji skreče vodu iz Yarmouk rijeke, važnog pritoka rijeke Jordana. To je prouzročilo velike štete ekosustavu. Sirija je također izgradila rezervoare koji crpe vodu iz Yarmouka.
Količina vode koju nosi rijeka se smanjivao tijekom nekoliko godina, zbog eksploatacije vode iz Galilejskog jezera i Yarmuk rijeke iz Sirije. Danas se oko 70 do 90 % rijeke iskorištava za ljudske potrebe pa je pritok smanjen. Ekonomski rast, povećanje stanovništva i mirovni sporazum između Izraela i Jordana će vjerojatno povećati potrebu za vodom, što će još više smanjiti pritok rijeke u budućnosti. Zbog toga i brzog isparavanje vode, Mrtvom moru prijeti isušivanje. Uz to, zagađenje rijeke je dodatan problem.
U posljednjih 50 godina rijeka Jordan je izgubila više od 90% svojega godišnjeg vodenog toka - godišnji protok od 1.3 milijarde kubičnih metara vode, smanjio se na samo 100 milijuna kubičnih metara. Razina vode u Galilejskom jezeru najniža je u posljednjih sto godina, od 1993. godine spustila se za četiri metra. Razina vode u Mrtvom more posljednjih se 15-ak godina smanjuje za jedan metar godišnje. Sve je to dijelom zbog globalnih klimatskih poremećaja, a dijelom zbog pretjerane lokalne eksploatacije riječnog toka

## Vanjske poveznice
|  | Zajednički poslužitelj ima još gradiva o temi Jordan |

- Lexicorient - Jordan
- SMART – održivi menadžment resursa Jordana
- Biblijska rijeka  Arhivirana inačica izvorne stranice od 5. veljače 2007. (Wayback Machine)
- Opis Jordana
- Glas Koncila – Jordan u škripcu